# کامایوو (باشقیرستان)
کامایوو (به لاتین: Kamayevo) یک منطقهٔ مسکونی در روسیه است که در باشقیرستان واقع شده‌است.